# Răzvan Lupașcu
Răzvan Lupașcu (* 8. Februar 1978 in Galați) ist ein ehemaliger rumänischer Eishockeyspieler, der seine gesamte Spielzeit bei Steaua Bukarest in der rumänischen Eishockeyliga unter Vertrag stand. Nach dem Ende seiner aktiven Laufbahn wurde er als Trainer tätig.

## Karriere

### Club
Răzvan Lupașcu begann seine Karriere als Eishockeyspieler bei Steaua Bukarest, für den er seine gesamte Karriere in der rumänischen Eishockeyliga spielte. 2001, 2002, 2003, 2005 und 2006 wurde er mit dem Hauptstadtklub rumänischer Meister. 2000, 2002, 2004, 2005, 2008, 2011 und 2012 gewann er mit Steaua den Pokalwettbewerb. Neben den Einsätzen in der rumänischen Liga spielte er mit seinem Klub in den Spielzeiten 2008/09 und 2010/11 auch in der multinationalen MOL Liga.

### International
Lupașcu war bereits im Juniorenbereich für Rumänien bei internationalen Turnieren aktiv. Er spielte bei den U18-B-Europameisterschaften 1994, 1995 und 1996 sowie bei der U20-C1-Weltmeisterschaft 1995.
Sein Debüt in der Herren-Nationalmannschaft gab er bei der C-Weltmeisterschaft 2000. Nach der Umstellung auf das heutige Divisionensystem spielte Lupașcu 2004 und 2005 in der Division I. In der Division II trat er mit Rumänien 2008 an. Zudem spielte er für Rumänien im bei den Qualifikationen für die Olympischen Winterspiele in Turin 2006 und in Vancouver 2010.

### Trainertätigkeit
Nach dem Ende seiner aktiven Karriere wurde Lupașcu als Trainer tätig. Er war zeitweise U18-Coach seines Stammvereins Steaua Bukarest und bei der U20-Weltmeisterschaft 2015 Assistenztrainer der rumänischen Junioren, die in der Division II spielten.

## Erfolge
- 2000 Rumänischer Pokalsieger mit dem CSA Steaua Bukarest
- 2001 Rumänischer Meister mit dem CSA Steaua Bukarest
- 2002 Rumänischer Meister und Pokalsieger mit dem CSA Steaua Bukarest
- 2003 Rumänischer Meister mit dem CSA Steaua Bukarest
- 2004 Rumänischer Pokalsieger mit dem CSA Steaua Bukarest
- 2005 Rumänischer Meister und Rumänischer Pokalsieger mit dem CSA Steaua Bukarest
- 2006 Rumänischer Meister mit dem CSA Steaua Bukarest
- 2008 Rumänischer Pokalsieger mit dem CSA Steaua Bukarest
- 2008 Aufstieg in die Division I bei der Weltmeisterschaft der Division II, Gruppe A
- 2011 Rumänischer Pokalsieger mit dem CSA Steaua Bukarest
- 2011 Aufstieg in die Division I bei der Weltmeisterschaft der Division II, Gruppe B
- 2012 Rumänischer Pokalsieger mit dem CSA Steaua Bukarest

## MOL-Liga-Statistik
(Stand: Ende der Saison 2010/11)